# Norops biporcatus
Norops biporcatus är en ödleart som beskrevs av  Wiegmann 1834. Norops biporcatus ingår i släktet Norops och familjen Polychrotidae.

## Underarter
Arten delas in i följande underarter:
- N. b. parvauritus
- N. b. biporcatus